# Ischnothyreus falcifer
Espèce
Ischnothyreus falcifer est une espèce d'araignées aranéomorphes de la famille des Oonopidae.

## Distribution
Cette espèce est endémique de Bornéo. Elle se rencontre en Malaisie au Sabah et au Brunei.

## Description
Le mâle holotype mesure 1,94 mm et la femelle paratype 2,32 mm.

## Publication originale
- Kranz-Baltensperger, 2011 : The oonopid spider genus Ischnothyreus in Borneo (Oonopidae, Araneae). Zootaxa, no 2939, p. 1-49.